# Fabrication de balles dans la Sierra de Tardienta
Fabrication de balles dans la Sierra de Tardienda (en espagnol : La fabricación de balas en la Sierra de Tardienda, 1810) est une huile sur bois de Francisco de Goya conservée au palais de la Zarzuela à Madrid. Il représente, avec son pendant Fabrication de la poudre dans la Sierra de Tardienta, l'activité de la résistance espagnole contre les armées napoléoniennes durant la guerre d'indépendance espagnole.

## Contexte
Durant la guerre d’indépendance espagnole, Goya fut appelé en 1808 par José Palafox dans sa ville natale de Saragosse, après qu’elle eut été ravagée par l’artillerie française. Cette visite inspira à Goya diverses œuvres, notamment les gravures « les ravages de la guerre » mais aussi une série de toiles sur l’activité de la résistance espagnole, dont « la fabrication de la poudre » et son pendant « la fabrication des balles ». Si des historiens de l’art suggèrent que le Rémouleur et la Porteuse d’eau fassent également partie de cette série dans le cas de la fabrication de la poudre et des balles, ce sont les inscriptions manuscrites de Goya  au dos de l’œuvre qui nous éclairent sur le sens de ces deux toiles. Elles font référence à l’activité du cordonnier José Mallén de Almudévar, qui entre 1810 et 1813 organisa une guérilla qui opérait à une cinquantaine de kilomètres au nord de Saragosse. Ces peintures de petit format essaient de représenter une des activités les plus importantes dans la guerre. La résistance civile à l’envahisseur fut un effort collectif et ce protagoniste, à l’instar de tout le peuple, se détache de la composition. Femmes et hommes s’affairent, embusqués entre les branches des arbres où filtre le bleu du ciel, pour fabriquer des munitions. Le paysage est déjà plus romantique que rococo.
Elles passèrent toutes deux dans les collections royales à l’issue du conflit, puis au palais de la Zarzuela.

## Analyse
Comme pour fabrication de la poudre dans la Sierra de Tardienta, la toile décrit une scène inspirée de faits réels, où des groupes de résistants espagnols fabriquaient secrètement de la poudre et des balles dans les environs de Saragosse pour alimenter la guérilla contre l’armée de la France napoléonienne. Comme dans les Désastres de la guerre produits dans les mêmes circonstances, Goya met en avant la précision du dessin et des faits rapportés, tel un journaliste de guerre. Le paysage est celui d’un bois, vallonné, dans sur un terrain est sablonneux et partiellement ombragé.
La fabrication des balles commence par la fonte du plomb à droite de la scène, dans un grand creusé, le métal en fusion est versé dans des moules à double. À gauche de la composition, se trouve la dernière phase de la production, où un homme se charge de séparer les paires de balles avant qu’elles ne soient polies au tour.
La fondation Goya indique que certains ont voulu voir dans le grand rocher au fond, une représentation symbolique de Napoléon.
La peinture est faite sur une planche en bois de pin récupérée et initialement peinte en vert.

## Inscription au dos
- Envers :

« Numero 2 / Fabrica de balasde fusil / establecida / por D. Josef Mallen / en la Sierra de Tardienta / en Aragón / en los años de 1811, 12 y 13. »

- Angle inférieur droit : 688.